# Jugenddelegierte für Nachhaltige Entwicklung zu den Vereinten Nationen
Die Jugenddelegierten für Nachhaltige Entwicklung begleiten die deutsche Regierungsdelegation unter Leitung des Bundesministerium für Umwelt, Naturschutz, nukleare Sicherheit und Verbraucherschutz zum Hochrangigen Politischen Forum für Nachhaltige Entwicklung (engl. High Level Political Forum on Sustainable Development, kurz HLPF) und weiteren themennahen Konferenzen der UN. Dort vertreten sie die Interessen von jungen Menschen aus Deutschland vor der Weltgemeinschaft.

## Programm
Beim Rio-Gipfel 1992 wurde zum ersten Mal Jugendliche als eigene Gruppe, die von Fragen der nachhaltigen Entwicklung besonders betroffen ist, anerkannt.
Seit dem Weltgipfel in Johannesburg 2002 („Rio+10“) entsenden der Deutsche Bundesjugendring (DBJR) und das Bundesministerium für Umwelt, Naturschutz, nukleare Sicherheit und Verbraucherschutz (BMUV) Jugenddelegierte zur UN-Kommission für Nachhaltige Entwicklung.
Nach Rio+20 wurde die Kommission durch das Hochrangige Politische Forum für Nachhaltige Entwicklung bei den Vereinten Nationen abgelöst. Die Jugenddelegierten geben als Teil der deutschen Delegation jungen Menschen aus Deutschland dort eine Stimme.
Dafür stehen sie im engen Austausch mit Kindern und Jugendlichen. Auf regelmäßigen Veranstaltungen in Schulen, Vereinen und verschiedenen Initiativen sammeln sie Ideen, Wünsche und Forderungen. Gleichzeitig berichten sie von ihren Erfahrungen und dem Fortschritt Deutschlands bei der Umsetzung der 2030-Agenda.

Einer der beiden Träger des Programms: Der deutsche Bundesjugendring (DBJR)

## Arbeit der Jugenddelegierten

### Bei den Vereinten Nationen
Im September 2015 wurde während der UN-Generalversammlung die 2030 Agenda beschlossen. Diese beinhaltet 17 Nachhaltigkeitsziele (Sustainable Development Goals), die die Weltgemeinschaft bis zum Jahr 2030 erreichen möchte.
Der Fortschritt dieser Verpflichtungen wird jährlich während des HLPF-Treffens überprüft.
Die Jugenddelegierten sind Teil einer Delegation der Bundesregierung und vertreten junge Menschen aus Deutschland in diesem Gremium. Sie arbeiten während der Tage in New York City mit dem BMUV zusammen. Zugleich formulieren sie mit Jugenddelegierten aus anderen Staaten Erwartungen an die Regierungen und die Vereinten Nationen.
Dabei arbeiten sie auch mit der Major Group for Children and Youth zusammen, die die globale Interessen junger Menschen vor den Vereinten Nationen vertritt.
Des Weiteren besuchen sie nach Absprache mit dem Bundesumweltministerium weitere themennahe Konferenzen und Gipfel, wie z. B. die UNEA und das ECOSOC Youth Forum.
Die UNEA findet alle zwei Jahre in Nairobi statt, das Ecosoc Youth Forum jährlich in New York.

### In Deutschland
Zur Vorbereitung auf das „Hochrangige Forum“ sprechen die Jugenddelegierten mit Jugendlichen sowie mit Experten für nachhaltige Entwicklung aus zivilgesellschaftlichen Organisationen in Deutschland.
Sie bringen die Sicht junger Menschen bei Veranstaltungen ein, zu denen sie eingeladen werden und organisieren Workshops und halten Vorträge. Wenn notwendig und sinnvoll, nehmen sie an internationalen Treffen anderer Jugenddelegierter oder Netzwerke teil.
Wichtige Konferenzen in Deutschland für die Jugenddelegierten für nachhaltige Entwicklung sind u. a. der Rat für Nachhaltige Entwicklung die YouCon und das Dialogforum des Bundesumweltministeriums.
Über ihre Arbeit berichten die Jugenddelegierten auf ihrem Blog, und über ihre Instagram und Facebook Seiten.

## Auswahl
Die Auswahl der Jugenddelegierten für Nachhaltige Entwicklung erfolgt über eine offene Ausschreibung des Deutschen Bundesjugendringes. Nach dem Reißverschlussverfahren wird jedes Jahr im Herbst ein neuer Jugenddelegierter gewählt, der dann für zwei Jahre im Amt ist. Dieses Verfahren soll eine Weitergabe von Erfahrungen ermöglichen. Bei der Auswahl wird neben Interesse an internationalen Zusammenhängen und Nachhaltigkeit auch soziales Engagement in Verbänden vorausgesetzt. Außerdem wird versucht, das Amt geschlechterparitätisch zu besetzen.
Die Auswahlgespräche finden in Berlin statt und werden vom Deutschen Bundesjugendring und dem Bundesministerium für Umwelt, Naturschutz, nukleare Sicherheit und Verbraucherschutz durchgeführt.
Die aktuellen Jugenddelegierten sind Fidelis Stehle (2022–2024) und Franka Bernreiter (2021–2023).
Ehemalige Jugenddelegierte sind:
- Fabian Gacon (2020–2022)
- Sophia Bachmann (2019–2021)
- Felix Kaminski (2018–2020)
- Rebecca Freitag (2017–2019)
- Johannes Wagner (2016–2018)
- Jasmin Burgermeister (2015–2017)
- Rupert Heindl (2014–2016)